# Bertil Johansson (1935-2021)
John Bertil "Bebben" Johansson (Göteborg, 22 maart 1935 - Hönö, 5 mei 2021) was een Zweeds voetballer die doorgaans als spits speelde. Hij speelde zijn hele carrière voor IFK Göteborg.

## Carrière
Johansson speelde eerst voor de lokale club Sävedalens IF en verhuisde daarna naar IFK Göteborg waar hij de rest van zijn carrière zou blijven spelen. Hij won een landskampioenschap met deze club in 1958. Hij werd ook twee keer topschutter: in 1958 en 1961.
Bertil speelde drie interlands voor Zweden waarin hij niet scoorde.
Johansson stierf op 5 mei 2021, op 86-jarige leeftijd.

## Erelijst
| Allsvenskan | 1 | Allsvenskan 1958 |